# Colin Forbes (Grafikdesigner)
Colin Forbes (* 6. März 1928 in London, Vereinigtes Königreich; † 22. Mai 2022 in Westfield, North Carolina, Vereinigte Staaten) war ein britischer Grafikdesigner. Er war Leiter des Grafikdesign-Programms an der Central School of Arts and Crafts in London und Mitbegründer des Designstudios Pentagram.

## Leben
Colin Forbes wurde 1928 in London geboren. Er studierte an der Central School of Arts and Crafts in London und arbeitete kurzzeitig unter dem Grafikdesigner und Journalisten Herbert Spencer. Nach seinem Abschluss kehrte Forbes zurück und wurde im Alter von 28 Jahren Leiter des Bereichs Grafikdesign an der Central School.
1960 verließ Forbes seine Lehrtätigkeit und gründete 1962 mit Alan Fletcher und Bob Gill die Agentur Fletcher/Forbes/Gill. (Gill verließ die Partnerschaft 1965 und wurde durch Theo Crosby ersetzt, woraufhin die Firma in Crosby/Fletcher/Forbes umbenannt wurde.) 1972 waren Forbes und Fletcher zwei der fünf Gründer des Designstudios Pentagram, das sich zu einem bekannten Designstudio entwickelte, das neben London auch Standorte in New York, Austin, San Francisco und Berlin unterhält. Forbes war maßgeblich am Aufbau der ungewöhnlichen Organisationsstruktur und des Partnerschaftsmodells beteiligt, für das Pentagram neben seiner Designleistung und seinem Einfluss bekannt ist.
Mit seinen Partnern bei Fletcher/Forbes/Gill und später mit Partnern bei Pentagram ist Forbes Mitautor mehrerer Bücher über Design. Er schrieb auch unter seinem eigenen Namen. Forbes wurde 1991 mit der AIGA Medal ausgezeichnet. Seit 1966 war er Mitglied der Alliance Graphique Internationale.
Er starb im Mai 2022 im Alter von 94 Jahren in seinem Zuhause.

## Publikationen
- Graphic Design: Visual Comparisons (with Alan Fletcher and Bob Gill), Reinhold Publishing, 1964 (Deutsche Ausgabe: Graphic Design. Vergleiche, Beispiele, Kommentare. Herausgegeben von Hans Kuh, Otto Maier Verlag, Ravensburg 1968).
- Pentagram: The Work of Five Designers (with Pentagram partners), Lund Humphries, 1972.
- Living by Design (with Pentagram partners), Lund Humphries, 1978.
- Seeing is Believing: Identity Design in the 20th Century, Booth-Clibborn Editions, 1995, ISBN 978-1-873968-23-9.
- Better Documents: Pentagram’s Guide to Choosing Typefaces and Creating Better Correspondence and Documents, Graphis Press, 2000, ISBN 978-1-888001-94-5.